# 第一叙利亚
第一叙利亚（拉丁語：Syria Prima，羅馬化：Prote Syria）是拜占庭帝国的一个行省，约公元415年从科埃勒叙利亚分离出来，一直存续到了630年代，直到穆斯林征服叙利亚。

## 历史
第一叙利亚分离自科埃勒叙利亚，后者是安条克三世时期的四个总督辖区之一，该总督的辖区涵盖了腓尼基、以土买，以及包含巴勒斯坦在内的未知领土。科埃勒叙利亚沿着幼发拉底河的地区拆分出了幼发拉底行省。约415年之后，科艾勒叙利亚行省又被进一步分为首府仍在安条克的第一叙利亚行省和首府位于阿帕梅亚的第二叙利亚行省。528年，查士丁尼一世又从这两个行省中分出了较小的沿海省份狄奥多里亚斯。
该地区仍旧是拜占庭帝国最重要的行省之一，由一名位于安条克的同执政官管理。609年至628年间，第一叙利亚被萨珊人占据，之后由皇帝希拉克略收复，但雅尔穆克战役和安条克陷落之后，陷于穆斯林之手。